# Oxie
Oxie is een plaats, voormalig stadsdeel en buitenwijk van de stad Malmö in de Zweedse gemeente Malmö in de provincie Skåne län en het landschap Skåne. De plaats heeft 12.453 inwoners (2013) en een oppervlakte van 429 hectare. De plaats ligt ongeveer op 10 km van het centrum van de stad Malmö.
Het stadsdeel werd op 1 juli 2013 samengevoegd met Fosie, hieruit ontstond het nieuwe stadsdeel Söder.

## Verkeer en vervoer
- Bij de plaats lopen de E6/E20/E22, E65 en Länsväg 101.
- Door de plaats loopt de spoorlijn Malmö - Trelleborg zonder station en met station aan de spoorlijn Malmö - Ystad.

## Deelgebieden
Het stadsdeel bestond uit de volgende 8 deelgebieden (Delområden):
| Naam         | Inwoners (2013) |
| ------------ | --------------- |
| Glostorp     | 97              |
| Kristineberg | 1818            |
| Kungshög     | 8               |
| Käglinge     | 2497            |
| Lockarp      | 153             |
| Oxie Kyrkby  | 4248            |
| Oxievång     | 3234            |
| Toarp        | 398             |

## Geboren
- Yahya Kalley (2001), voetballer